# Marquette (ancienne circonscription fédérale)
Pour les articles homonymes, voir Marquette.
Marquette fut une circonscription électorale fédérale du Manitoba, représentée de 1871 à 1979.
La circonscription de Marquette a été créée avec l'entrée du Manitoba dans la Confédération canadienne en 1870. Abolie en 1976, elle fut redistribuée parmi Brandon—Souris, Dauphin et Portage—Marquette.

## Géographie
En 1872, la circonscription de Marquette comprenait:
- Les établissements établis sur la rivière Assiniboine et sur le lac Manitoba, situés à l'ouest de la circonscription de Selkirk

## Députés
1. 1871-1872 — James S. Lynch, PLC
2. 1872-1874 — Robert Cunningham, PLC
3. 1874-1878 — Joseph O'Connell Ryan, PLC
4. 1878-1878 — John A. Macdonald, L-C
5. 1878-1882 — Joseph Ryan, PLC
6. 1882-1892 — Robert Watson, PLC
7. 1892-1896 — Nathaniel Boyd, CON
8. 1896-1917 — William James Roche, CON
9. 1917-1925 — Thomas Alexander Crerar, CON (1917-1921) & PPC (1921-1925)
10. 1925-1926 — Henry Alfred Mullins, CON
11. 1926-1930 — James Allison Glen, Libéral-progressiste
12. 1930-1935 — Henry Alfred Mullins, CON (2)
13. 1935-1948 — James Allison Glen, PLC (2)
14. 1948-1957 — Stuart Sinclair Garson, PLC
15. 1957-1968 — Nicholas Mandziuk, PC
16. 1968-1979 — Craig Stewart, PC

- CON = Parti conservateur du Canada (ancien)
- L-C = Parti libéral-conservateur
- PC = Parti progressiste-conservateur
- PLC = Parti libéral du Canada
- PPC = Parti progressiste du Canada